# Воронцы (Вологодская область)
Воронцы — деревня в Устюженском районе Вологодской области России.
Входит в состав Никольского сельского поселения (с 1 января 2006 года по 9 апреля 2009 года входила в Дубровское сельское поселение), с точки зрения административно-территориального деления — в Дубровский сельсовет.
Расстояние до районного центра Устюжны по автодороге — 48 км, до центра муниципального образования деревни Никола по прямой — 8 км. Ближайшие населённые пункты — Куземино, Сидорово, Цампелово.
По переписи 2002 года население — 2 человека.